# Arcidiecéze singapurská
Arcidiecéze singapurská (latinsky Archidioecesis Singaporensis) je římskokatolická arcidiecéze, pod jejíž jurisdikci spadá celé území východní státu Singapur. Je bezprostředně podřízena Svatému Stolci a nepatří do žádné církevní provincie, ani nemá sufragánní biskupství.

## Stručná historie
V roce 1558 byla založena diecéze Malacca, po niž spadal i Singapur. Roku 1669 byl zřízem apoštolský vikariát Siamu, a oblast Singapuru mu byla přidělena. Tento apoštolský vikariát byl v 19. století znovu označen jako diecéze Malacca (ta v mezičase zanikla). V roce 1955 byla povýšena na arcidiecézi s názvem Malacca-Singapur, a v roce 1972 byla zřízena jako arcidiecéze Singapur (Malacca byla oddělena).